# 羌语
羌语是中國羌族人和藏族人所说的一種语言，使用者主要分布在中国四川阿坝州的汶川县、茂县、理县、松潘县和黑水县等地。羌语属汉藏语系的羌语支，藏缅语北部语群，和西夏语关系比较密切。分为两种，北羌语行于茂县沙坝、赤不苏区、松潘县镇江、热务区和黑水大部份地区及北川县；南羌语行于茂县的凤仪、土门区、汶川县威州、绵虒、理县通化、薛城区。各方言内又有若干土语。北羌语无声调，南羌语有声调，土语中声调数量不一，多者达六个，但是声调承担的音位对立的负担并不大。属于比较保守的藏缅语，保留了大量的复辅音声母。羌語支語言在語音系統及語法方面有明顯的共同特點。
- 北部方言有镇平、曲谷、回龙、黑虎、渭门、维古、茨木林、麻窝、芦花等9种土语；
- 南部方言有雁门、龙溪、绵篪、蒲溪、木卡、桃坪等6种土语。

## 語音系統
- 語音方面複輔音豐富，單輔音聲母有小舌塞音和擦音，塞擦音有四套，元音有長短、捲舌、鼻化，但很少有鬆緊，韻尾大體已丟失，聲調的作用不大。

## 文字

### 羌族拼音文字方案
20世纪50年代，中国科学院和中央民族学院的语言专家为响应国家落实民族政策的要求，曾在普查羌语的基础上于1958年设计出一套基于拉丁字母的羌语拼音方案，但并未推行。
1988年，四川省阿坝藏族羌族自治州政府再次启动该方案。1989年7月，四川省民族事务委员会组建了“羌族拼音文字方案创制领导小组”，下设创制办公室，从茂县、汶川、理县、松潘、北川抽调12名羌族专业干部组成了《羌族拼音文字方案》创制骨干队伍。领导小组聘请了孙宏开（时任中国社会科学院民族研究所研究员）、黄布凡（时任中央民族学院民语三系副教授）、瞿蔼堂（时任中国人民大学中文系副教授）三位民族语言学家为顾问，指导帮助调查工作的开展，并组织了为期5个月的“羌语言研究班”，对创制组成员进行了系统的语言学、语音学、语法学、词汇学、词义学、文字学、创制理论与实践、田野调查方法、文化人类学等学科的培训与研究。
1990年1月，创制组调查了各方言区数十个乡村，重点比较了茂县曲谷、洼地、三龙等乡，在此基础上由周发成写成了《羌语标准音点选点调查报告》，并召开了一系列羌族人士座谈会以征求意见。此后，领导小组会议决定以北部方言曲谷话为标准音点，其主要因曲谷话符合选点的四项要求（羌语人口集中，使用面广，羌语保留较完整，能兼顾南、北两个方言）。1990年7月，创制办公室人员和三位顾问集中在北京进行设计工作，决定只使用26个拉丁字母，设计完成了方案初稿。 随后，创制办公室在标准音点曲谷乡进行了小范围试点。参加学习的羌族农民考试平均成绩为81分（百分制），证明了方案的可行性。
1991年3月，领导小组会议认为羌文方案已经完全成熟，决定上报省政府及国家民委审批，同时决定在羌族地区开始试行试点。同年10月，省政府批准了《羌族拼音文字方案》，并行文呈报国家民委审批。1993年初，国家民委函请中国社会科学院民族研究所组织专家对羌族拼音文字方案进行学术鉴定。与会专家认为：“《羌族拼音文字方案》采用26个拉丁字母表示，汉语相同的音采用相同的字母表示，羌语特有的音采用双字母表示，设计合理，能够科学、系统地反映羌语特点，是一个好方案，在试点中得到了羌族各界的肯定，证明是可行的。”随后，国家民委电话通知四川省民委同意羌文方案正式试行。 然而，《羌族拼音文字方案》因此没有正式公文，造成相关部门的工作不能得以顺理成章地有效安排；“直到 1999 年国家民委给中央的一个报告中才确认了羌文的合法地位，这时好多有关羌文的单位都已撤销”。
2015年，北川羌族自治县组织编写的《羌族语言文字》读本宣告完成并在县内学校进行试点。该读本使用的即是以茂县曲谷话为标准音的《羌族拼音文字方案》。读本分为幼儿、小学以及中学阶段，内容包括词汇和常用语，对羌语读音和语法的教学，以及羌语和汉语对照的文章。
2019年，茂县融媒体中心开始制作羌语电视新闻节目《羌语周报》，每周日在茂县新闻综合频道播出。该节目进行羌汉双语播音，以基于拉丁字母的《羌族拼音文字方案》书写羌语字幕。 

### 尔玛文
尔玛文是用于拼写羌语的全音素文字，由羌语学者魏久乔及其同事创制。设计灵感来源于羌族特有的羊角纹和云纹，不属于婆罗米系文字。尔玛文有41个辅音字母、5个元音符号、3个独立元音和8个标点符号。
2017年，尔玛文正式定稿。关于该文字是否兼容北羌语和南羌语，或者是否只兼容其中一种语言，尚无公开信息。
2022年6月6日，尔玛文已被初步提议编码为Unicode的通用字符集，提议使用的编码区段为U+16140 - U+1617F。

#### 辅音
| b /p/   | p /pʰ/   | bb /b/  | m /m/  | f /f/  | w /w/  | wf /v/  |
| d /t/   | t /tʰ/   | dd /d/  | n /n/  | lh /ɬ/ | l /l/  | lr /lʴ/ |
| g /k/   | k /kʰ/   | gg /ɡ/  | ng /ŋ/ | h /h/  | hh /ɣ/ | 不適用  |
| j /tɕ/  | q /tɕʰ/  | jj /dʑ/ | x /ɕ/  | xx /ʑ/ | y /j/  | 不適用  |
| gv /q/  | kv /qʰ/  | v /χ/   | vh /ɦ/ | vv /ʁ/ | 不適用 | 不適用  |
| z /ts/  | c /tsʰ/  | zz /dz/ | s /s/  | ss /z/ | 不適用 | 不適用  |
| zh /tʂ/ | ch /tʂʰ/ | dh /dʐ/ | sh /ʂ/ | rr /ʐ/ | 不適用 | 不適用  |

#### 元音
| a /a/ | ae /æ/ | ea /e/ | u /u/ | e /ə/ | nn /◌̃/ |
| i /i/ | ü /y/  | o /o/  | /ʔ/   | r /ʴ/ | 不適用 |

## 羌語語法
- 語法方面，人稱代詞有格，量詞與數詞結合為數量型，但不如彝語支豐富，動詞有人稱、數、體、態、式、趨向等語法範疇，用前後綴方式表達，各語言表示相同語法意義的前後綴有明顯起源上的共同性，形容詞沒有級的範疇，結構助詞比藏語支語言豐富。
- 詞彙方面，有較多的漢語借词和藏語借詞，各語言之間的同源詞一般在20%左右，最多達30%。

## 外部連結
- 北羌語ISO代碼 （页面存档备份，存于）
- 南羌語ISO代碼 （页面存档备份，存于）
- 羌语学习网站 （页面存档备份，存于）